# 志摩広域行政組合
志摩広域行政組合（しまこういきぎょうせいくみあい）は、三重県志摩地方の2市1町（志摩市、鳥羽市、南伊勢町）により組織された一部事務組合。

## 概要
地方自治法第252条の7に基づき、志摩市公平委員会を構成する1団体になっている。
- 施設数 4
- 職員数 139人（2010年4月1日現在）

## 沿革
- 1977年（昭和52年）4月1日 - 志摩広域行政組合を設置[2]。志摩郡町村鳥羽市社会福祉施設組合・志摩郡伝染病隔離病舎組合・志摩療育センター施設組合を統合して発足した[3]。
- 1984年（昭和59年） - 身体障害者福祉施設組合を統合[3]。
- 2010年（平成22年）3月24日 - 2009年（平成21年）9月に志摩広域行政組合の運営する特別養護老人ホームで職員が入所者に重傷を負わせていたことを公表[4]。職員は否定したが、行政組合は虐待があったと判断し、同職員に停職6か月の処分を下した[4]。

## 組織
- 代表理事 1名、副代表理事 1名、理事 1名、会計管理者 1名
  - 組合議員 11名
  - 監査委員  2名

## 施設
- 志摩養護老人ホーム花園寮 
  - 所在地： 三重県志摩市阿児町鵜方804

- 志摩特別養護老人ホーム才庭寮 
  - 所在地： 三重県志摩市阿児町神明1537-1

- 志摩特別養護老人ホームともやま苑 
  - 所在地： 三重県志摩市大王町波切2233-2

- 志摩福祉センター 
  - 所在地： 三重県志摩市阿児町神明1539-4